# Chiquilladas
Chiquilladas foi um programa de variedades infantil exibido no México pelo canal Las Estrellas de 1982 e 1989. Dividido em seis temporadas, continha esquetes, paródias e músicas.
Carlos Espejel, Ginny Hoffman, Usi Velasco, Anahí, Lucero e Pierre Angelo apresentaram e interpretaram as esquetes do programa.

## Elenco
| Ator            | Personagem                          |
| --------------- | ----------------------------------- |
| Carlos Espejel  | Apresentador Chiquidrácula          |
| Ginny Hoffman   | Apresentadora La Bizcoteka del aire |
| Lucero Hogaza   | Apresentadora Cantora               |
| Aleks Syntek    | Apresentador Maloso Panda           |
| Rodolfo Mercado | Apresentador El Maguito Rody        |
| Anahí           | Apresentadora Frambuesa             |
| Pierre Angelo   | Apresentador                        |

## Prêmios e indicações
Chiquilladas foi indicada a diversas categorias do prêmio TVyNovelas, uma condecoração anual às melhores performances e produção da televisão mexicana.
| Ano  | Categoria                | Indicado(a)      | Resultado |
| ---- | ------------------------ | ---------------- | --------- |
| 1983 | Melhor atuação infantil  | Carlos Espejel   | Venceu    |
| 1984 | Melhor atuação infantil  | Ginny Hoffman    | Indicado  |
| 1984 | Melhor atuação infantil  | Pituka e Petaka  | Indicado  |
| 1984 | Melhor atuação infantil  | Carlos Espejel   | Indicado  |
| 1984 | Melhor atuação infantil  | Alejandro Schaar | Indicado  |
| 1984 | Melhor atuação infantil  | Chuchito         | Indicado  |
| 1985 | Melhor atuação infantil  | Carlos Espejel   | Venceu    |
| 1986 | Melhor atuação infantil  | Ginny Hoffman    | Indicado  |
| 1986 | Melhor atuação infantil  | Pituka e Petaka  | Indicado  |
| 1986 | Melhor atuação infantil  | Ivonne e Ivette  | Indicado  |
| 1986 | Melhor atuação infantil  | Carlitos Espejel | Indicado  |
| 1986 | Melhor atuação infantil  | Pierre Angelo    | Indicado  |
| 1988 | Melhor programa infantil | Humberto Navarro | Venceu    |
| 1988 | Melhor atuação infantil  | Pierre Angelo    | Venceu    |